# Astra Vagoane Arad
Astra Vagoane Arad è una società di materiale ferroviario romena. È il produttore più grande in Europa di vagoni merci e carrelli. La società fu fondata nel 1891 sotto la denominazione Fabrica de Vagoane și Motoare „Johann Weitzer”. Astra sta per Asociație Transilvana.
Nel marzo 1999 la società fu venduta alla Trinity Industries per il 70% delle azioni per 50 milioni di dollari. Successivamente con altri 50 milioni di dollari raggiunsero il 97,9%, con un investimento totale di 150 milioni di dollari (circa 120 milioni di Euro). Nel 2006, il gruppo Trinity Industries cedette le divisioni europee compresa Astra Vagoane Arad. L'acquirente fu International Railway Systems, del Lussemburgo.
Dalla società Astra Arad si staccò la Astra Bus.

## Storia

### Johann Weitzer’sche Maschinen-Waggonfabrik
Venne fondata nel 1854 da Johann Weitzer una officina per la produzione di vagoni ferroviari per la costruzione del Canale di Suez. La produzione principale fu poi vagoni ferroviari e armi per l'esercito austriaco. Nel 1872 trasformò la società in società azionaria, che più tardi si fuse con altre due aziende nella Simmering-Graz-Pauker.
Nel 1891, Johann Weitzer fondò nelle Terre della Corona di Santo Stefano la Johann Weitzer’sche Maschinen-Waggonfabrik und Eisengiesserei Actien-Gesellschaft (Fabrica de Mașini, Vagoane și Turnătorie de Fier „Johann Weitzer”) di Arad, prima fabbrica di locomotive a vapore, per scartamento normale, della Transilvania. Nel 1896, venne prodotta la prima locomotiva a vapore „seria 377”, dopo la serie MAV - 377 della fabbrica di Budapest. Dal 1896 al 1922, a Arad, vennero costruite 125 locomotive, delle quali non esiste più nessun esemplare, tutte distrutte nel periodo interbellico.
Nel 1921 la fabbrica produsse anche la automobile „Marta”, con la neonata società Uzina de Vagoane Astra Arad.

### MARTA
La produzione di automobili in Arad fu sotto licenza dalla Westinghouse con 150 auto costruite dal 1909 al 1912. Nel 1912 lo stabilimento venne preso dalla Austro-Daimler e rinominato MARTA, acronimo di Magyar Automobil Részvény Társaság Arad. Dopo la produzione di 500 veicoli la produzione cessò nel 1914 allo scoppio della prima guerra mondiale.

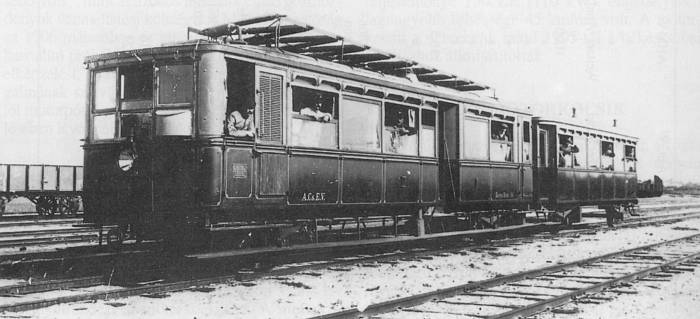
Motrice Weitzer della Aradi és Csanádi Egyesült Vasutak
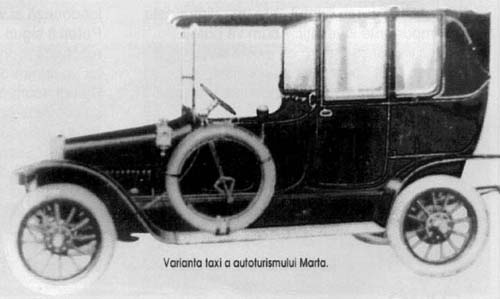
MARTA taxi
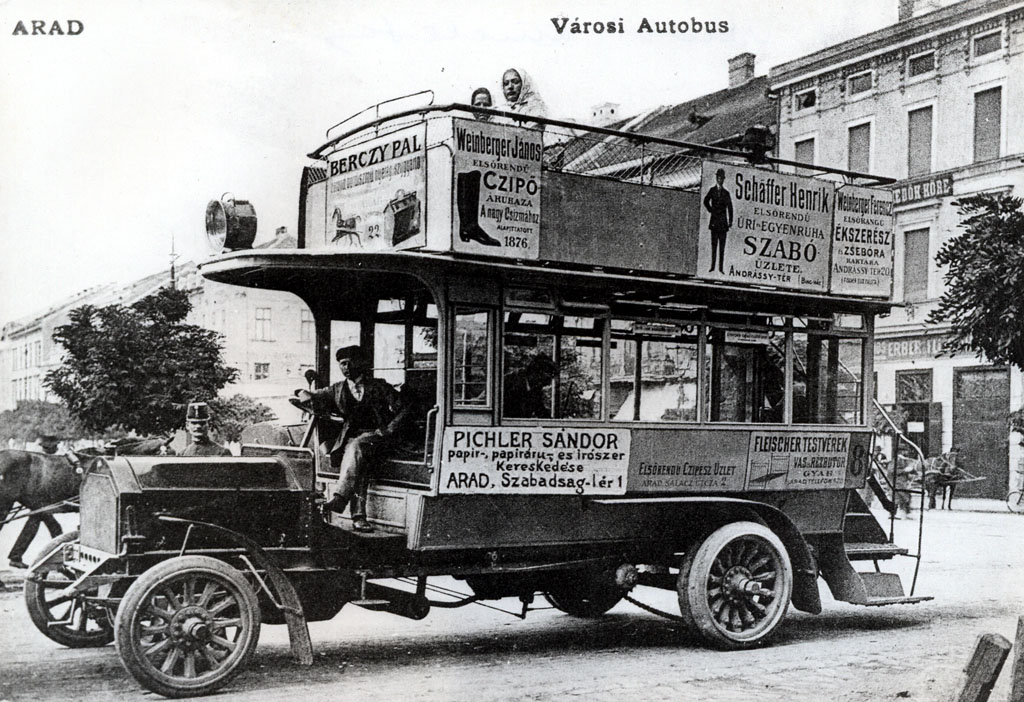
MARTA bus in Arad nel 1909
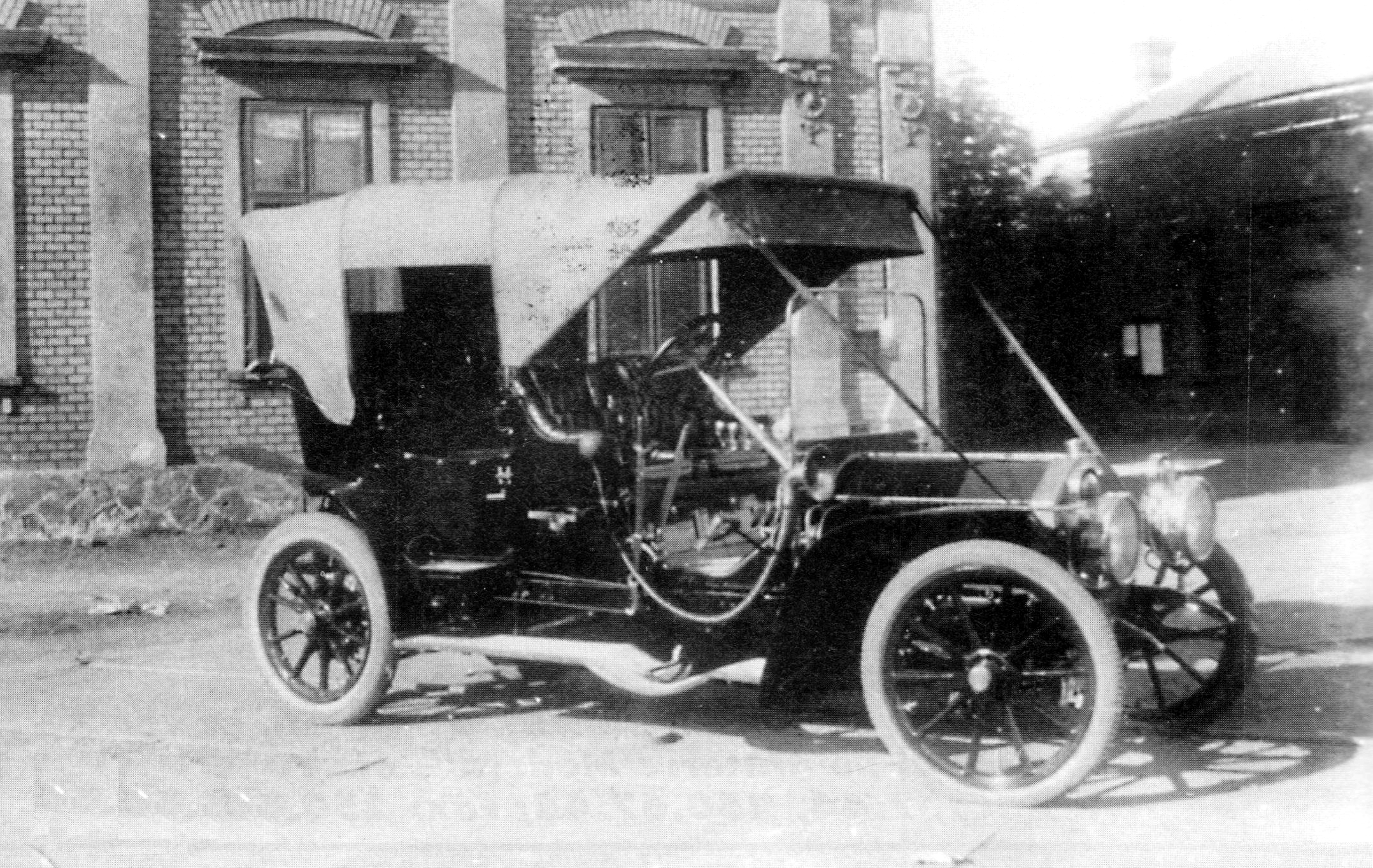
Automobile MARTA
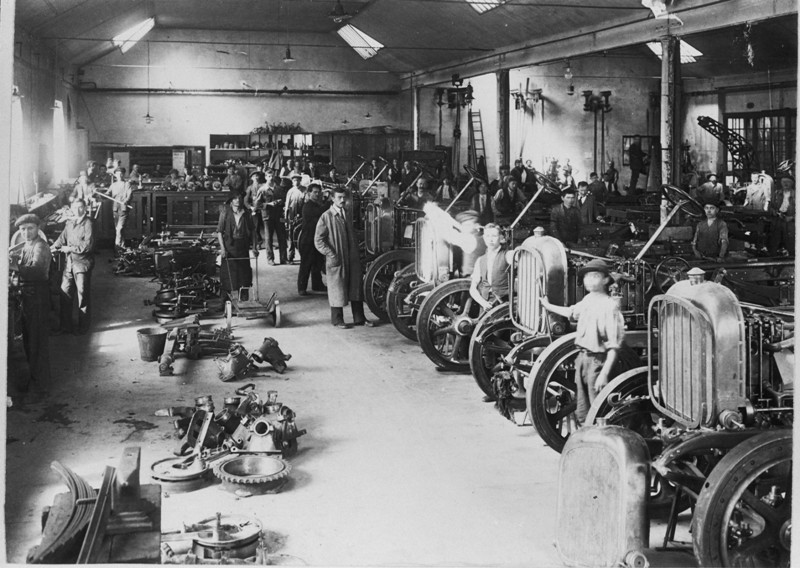
Autocarri MARTA in costruzione

### ASTRA Arad

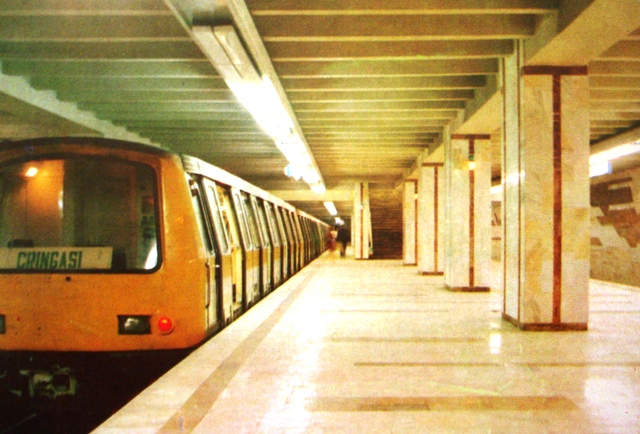
Un Astra IVA negli anni '80 nella metropolitana di Bucarest

Nel 1921, dopo la dissoluzione dell'Impero austriaco e dopo l'unione della Transilvania alla Romania, le due società si uniscono per dare vita alla Fabrica de automobile și vagoane Astra. La società fabbricò dal 1922 al 1926 automobili e autocarri.
Dopo la seconda guerra mondiale, la società venne nazionalizzata e divenne Întreprinderea de Vagoane Arad (IVA).
Fino alla rivoluzione romena del 1989 l'azienda ebbe 16.000 dipendenti.
Nel 1998 la società venne divisa in due SC Astra Vagoane Arad SA, e SC Astra Vagoane Călători SA.
Nacque poi nel 2012 la Astra Rail Industries (ARI). Nel 2016, The Greenbrier Companies e ARI entrano in joint-venture, con il 75% di proprietà della Greenbrier. La società prende il nome di Greenbrier-Astra Rail.